# Pirati (Asterix)
I Pirati (Les Pirates) sono un gruppo di personaggi immaginari che appaiono di frequente negli albi della serie a fumetti Asterix, creata dal duo franco-belga René Goscinny (sceneggiatura) e Albert Uderzo (disegni). Si tratta per l'appunto di una composita ciurma di pirati che incrocia nei mari del 50 a.C., dalle coste dell'Armorica fino al Mediterraneo, finendo immancabilmente per imbattersi nel protagonista Asterix e nel suo fido amico Obelix e venendo da questi puntualmente malmenati e colati a picco.
Fanno la loro prima apparizione in Asterix gladiatore, la quarta avventura della serie, e da allora appaiono con pochissime eccezioni in tutti gli albi successivi; i loro sfortunati incontri con la coppia gallica, dall'inevitabile disastroso finale, costituiscono uno dei più ricorrenti "tormentoni" comici del fumetto.
Questi personaggi nascono, al loro apparire, come una parodia della serie a fumetti Barbarossa, della coppia Charlier & Hubionion che veniva pubblicata sulla rivista Pilote precedentemente ad Asterix. Divenuti più famosi dell'originale, sono poi divenuti dei comprimari fissi, anche se marginali, delle avventure del piccolo guerriero gallico, parte integrante dell'universo di Asterix.

## Membri della ciurma
Fra i vari membri che compongono la variegata ciurma, quattro assumono un ruolo di maggior spessore all'interno dei vari albi: questi sono il capitano Barbarossa, la vedetta Baba, l'anziano Treppiede ed il figlio del capitano, Erix. Questi quattro sono anche dirette caricature dei personaggi di Barbe Rouge, e ne ricalcano l'aspetto fisico, pur se ovviamente rivisto in chiave comica.
- Barbarossa (Barbe Rouge): è il capitano della nave pirata, un uomo corpulento con barba e lunghi baffi rossi e spioventi, e capelli ugualmente rossi legati in una treccia. Indossa spesso un elmo con due ritorte corna di montone, e porta una classica benda nera sull'occhio destro. Privo di scrupoli morali, sempre intento a progettare nuove scorrerie o a trovare modi illeciti per arricchirsi, le sue velleità vengono puntualmente demolite (insieme alla sua stessa nave) da Asterix e Obelix, verso i quali il corsaro prova un vero e proprio terrore ma che non riesce, pur con mille accorgimenti, a evitare di incrociare. In un'occasione giunge ad autoaffondarsi la nave pur di sfuggire ai due[1]; in un'altra, nel tentativo di scappare dalla coppia, finisce invece per arenarsi[2].
- Treppiede (Triple-Patte): è il membro più anziano della ciurma: ha un fisico basso e curvo e lunghi capelli bianchi. Indossa spesso un elmetto con due sottili corna, e per camminare si appoggia ad una stampella (da cui il nome). La sua caratterizzazione principale è quella di commentare, con flemma e cinicamente, le disavventure e gli affondamenti a cui va incontro insieme ai suoi compagni con motti e citazioni latine (come ad es. Fluctuat nec mergitur, Sic transit gloria mundi e via dicendo), cosa che spesso scatena le ulteriori ire del capitano.
- Babà (Baba): è un numida che staziona di vedetta sulla coffa della nave. In virtù del suo ruolo, è di solito il primo a scorgere i Galli in rotta di avvicinamento, dando l'allarme tipicamente balbettando per il terrore ("I ga-ga... i ga-ga... i ga-Galli!"), troppo tardi comunque perché i suoi compagni possano evitarli. Nella versione originale degli albi si esprime con un difetto di pronuncia che gli impedisce di pronunciare le "R", rimpiazzate nei balloon da spazi vuoti. Nell'adattamento italiano questa caratterizzazione viene resa sostituendo alle "R" delle "V", come se la pronunciasse rotacizzata. Il suo nome viene rivelato solo nell'albo Asterix e la galera di Obelix; nella stessa occasione, assegnato al compito di scandire il tempo ai vogatori con un tamburo, mostra di possedere notevoli doti di percussionista; tuttavia la sua esibizione non viene gradita dal capitano, che lo rispedisce sulla coffa. In Asterix e il paiolo appare un suo cugino (affetto dal suo stesso difetto di pronuncia) che si esibisce come gladiatore in un circo e viene immancabilmente malmenato da Obelix.
- Erix (Erix): è il figlio del capitano Barbarossa, un ragazzo esile dai capelli argentati raccolti in due buffe treccine. Appare brevemente in Asterix e il giro di Gallia; in Asterix e Cleopatra il capitano stesso afferma di averlo lasciato come pegno in un porto in cambio di una nuova imbarcazione.

Nel corso delle avventure si vedono, come è logico in una banda di pirati, altri membri della ciurma, i quali non sono però altro che comparse (il più delle volte appaiono solo mentre vengono malmenati da Asterix e Obelix). Fra questi comprimari minori si segnalano un pirata dalle fattezze cinesi/mongole, e un altro che ha invece l'aspetto caricaturato del Mostro di Frankenstein.

## Apparizioni notevoli
I Pirati appaiono per la prima volta in Asterix gladiatore, la quarta avventura della serie, datata marzo 1962; tornano nell'avventura successiva, Asterix e il giro di Gallia (febbraio 1963) e da allora in poi in quasi tutti gli albi successivi, con pochissime eccezioni, per lo più come sfortunate comparse comiche, anche se in alcuni casi con ruoli più importanti. Sono completamente assenti solo negli albi Asterix e il duello dei capi e Asterix e lo scudo degli Arverni. In Asterix e gli Elvezi non appaiono, ma vengono nominati dal personaggio del questore Malosinus che, raccontando il suo viaggio verso l'Elvezia, afferma di esserso imbattuto in una nave di Pirati, che si sono però poi messi a litigare fra loro autoaffondandosi. Similmente, in Asterix e il regalo di Cesare non compaiono, ma l'ex legionario Romeomontecchius racconta di aver fatto per breve tempo parte della loro ciurma, finché la nave non è colata a picco.
In Asterix e i Britanni si ritrovano loro malgrado sulla rotta dell'intera flotta da guerra di Giulio Cesare, diretta in Britannia, venendone travolti e affondati. In Asterix alle Olimpiadi appaiono in una sola vignetta, nell'atto di andare a fondo. In Asterix e il paiolo decidono di cambiare lavoro, aprendo un truffaldino ristorante sulla costa con l'intenzione di derubare gli avventori; per loro sfortuna i primi clienti sono proprio Asterix e Obelix, che devastano il locale. Riappaiono nel finale della storia, potendo godere, caso più unico che raro, di una conclusione felice: il paiolo pieno di denaro al centro della vicenda precipita da una scogliera proprio sulla loro nave, lasciandoli per una volta ricchi e felici.
In Asterix e la zizzania cadono preda dell'astio suscitato dal seminatore di discordia Tullius Detritus, che causa una lite a bordo con conseguente autoaffondamento ad opera di Babà; in Asterix e gli allori di Cesare appaiono invece incatenati al carro trionfale di Cesare, reduce da una vittoriosa campagna navale. In Asterix in Corsica imbarcano nottetempo Asterix, Obelix ed il loro amico corso Ocatarinetabelasciscix, senza in un primo tempo riconoscerli, traghettandoli verso l'isola mediterranea; accortisi poi nel bel mezzo della navigazione dell'identità dei loro ospiti (che avevano comunque intenzione di derubare) abbandonano la nave alla chetichella. In seguito, tornati a bordo, con una scintilla provocano l'esplosione dei pestilenziali fumi di un formaggio corso stagionato abbandonato da Ocatarinetabelasciscix, facendo deflagrare l'intera nave.
In Asterix in America vengono abbordati da Asterix e Obelix, mentre erano in corso i festeggiamenti del compleanno del capitano, e derubati delle scorte alimentari. In L'Odissea di Asterix non vengono affondati, ma costretti dal piccolo guerriero a comprare l'intera mercanzia del mercante fenicio Grandimais, andando così in rovina finanziaria. Infine, in Asterix e la galera di Obelix vengono inizialmente affondati, ma si vedono poi consegnare in dono dallo stesso Asterix la galea ammiraglia di Cesare. Sfortunatamente per loro, gli ostaggi Romani a bordo scovano un barile di pozione magica, riuscendo così a ribellarsi e a gettarli fuori bordo.